# Diabetyk (czasopismo)
Diabetyk – miesięcznik społeczno-medyczny ukazujący się od 1988 roku.
Celem czasopisma jest przekazywanie podstawowej wiedzy na temat cukrzycy i jej leczenia, porady lekarzy oraz pomaganie w rozwiązywaniu problemów społeczno-zawodowych lub rodzinnych związanymi z chorobą.
Czasopismo ma nakład 50 000 egzemplarzy (2012) i dystrybuowane jest przez apteki, ogólnopolskich kolporterów prasy i prenumeratę. Pismo wydawane jest przez DIA-POL Spółka z o.o..